# Décembre 1840
Cette page présente les faits marquants du mois de décembre 1840.

## Événements

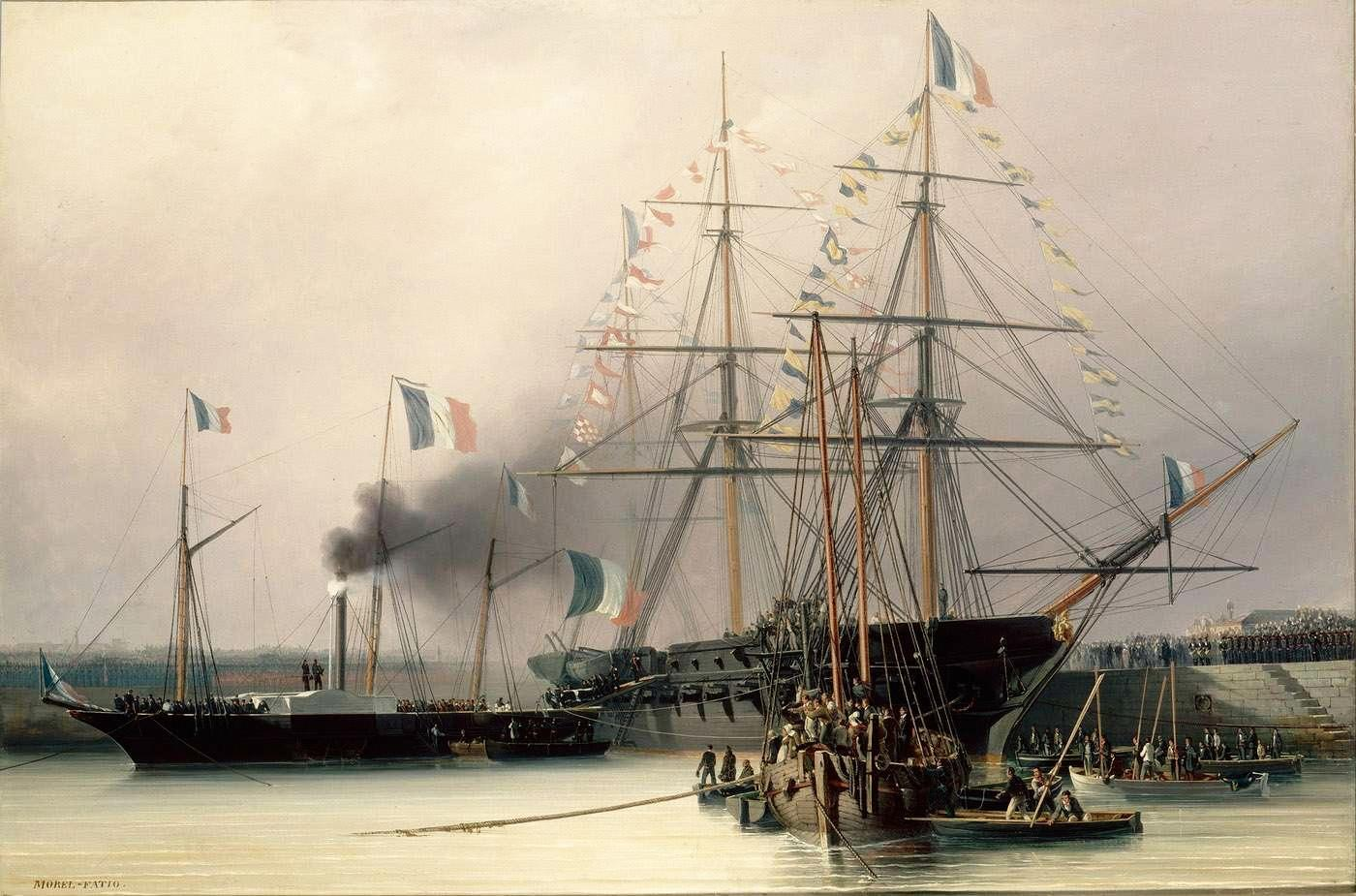
8 décembre : transbordement des cendres de Napoléon Ier de La Belle Poule sur le Normandie en rade de Cherbourg

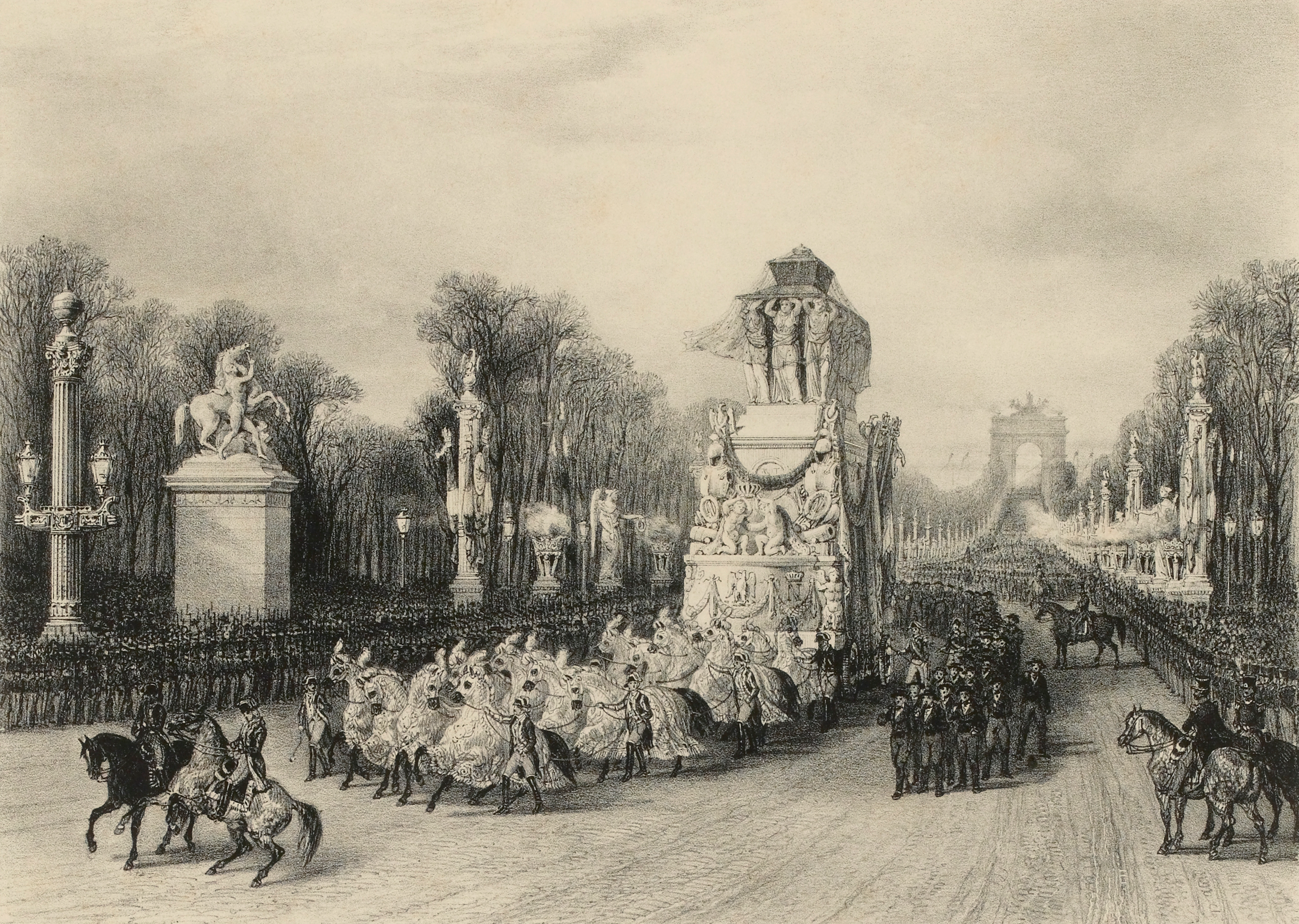
15 décembre : le char funèbre de Napoléon descend les Champs-Élysées à Paris.

- L’imam de Mascate et Oman, Said bin Sultan Al-Busaid (1804-1856) s’installe à Zanzibar et y transfère sa capitale. Il poursuit son expansion en revendiquant d’anciens droits coutumiers de sa maison, afin d’exercer son contrôle sur les grandes cités commerçantes de la côte orientale, Kilwa et Mombasa qui étaient restés autonomes. Il exerce avec le royaume intérieur d’Ousambara une sorte de condominium.

- 5 décembre, France : la Chambre des pairs investit le cabinet du 29 octobre.

- 8 décembre : le cercueil de Napoléon Ier est transbordé de la Belle Poule sur le bateau à vapeur, La Normandie qui part pour le Havre.

- 14 décembre, France : publication en brochure du Retour de l'Empereur de Hugo (repris dans l'édition de 1883 de La Légende des siècles).

- 15 décembre, France : translation des cendres de Napoléon aux Invalides, en présence du roi et de la famille royale.

- 20 décembre, France : Victor Hugo fait acte de candidature à l'Académie française. Il vise le fauteuil de Népomucène Lemercier (mort le 7 juin).

- 23 décembre, France : chez Fume et Delloye, nouvelle édition du Retour de l'Empereur de Hugo accompagné de poèmes consacrés à Napoléon et publiés dans de précédents recueils.

- 24 décembre, France : apparition de la coutume germanique de l'arbre de Noël, introduite par la princesse Hélène de Mecklembourg, épouse de Ferdinand-Philippe, duc d'Orléans.

- 29 décembre : Thomas-Robert Bugeaud nommé gouverneur général de l’Algérie.

## Naissances
- 3 décembre : Jules Claretie, écrivain français.
- 18 décembre : Louis Lartet, paléontologue français († 1899).
- 21 décembre : Manuel Domínguez Sánchez, peintre espagnol († 15 avril 1906).

## Décès
- 12 décembre : Jean-Étienne Esquirol (né en 1772), psychiatre français.
- 23 décembre : Henri Elouis, peintre français (° 20 janvier 1755).
- 31 décembre : Christian Rudolph Wilhelm Wiedemann (né en 1770), médecin, historien, naturaliste et homme de lettres allemand.